# Большая клинокорона
Больша́я клинокоро́на — один из многогранников Джонсона (J88, по Залгаллеру — М23).
Составлена из 18 граней: 16 правильных треугольников и 2 квадратов. Каждая квадратная грань окружена одной квадратной и тремя треугольными; среди треугольных граней 6 окружены одной квадратной и двумя треугольными, остальные 10 — тремя треугольными.
Имеет 28 рёбер одинаковой длины. 1 ребро располагается между двумя квадратными гранями, 6 рёбер — между квадратной и треугольной, остальные 21 — между двумя треугольными.
У большой клинокороны 12 вершин. В 2 вершинах сходятся две квадратных грани и две треугольных; в 4 вершинах (расположенных как вершины прямоугольника) — одна квадратная и четыре треугольных; в 2 вершинах — четыре треугольных; в остальных 4 — пять треугольных.

## Метрические характеристики
Если большая клинокорона имеет ребро длины {\displaystyle a}, её площадь поверхности и объём выражаются как
{\displaystyle S=\left(2+4{\sqrt {3}}\right)a^{2}\approx 8{,}9282032a^{2},}
{\displaystyle V\approx 1{,}9481082a^{3}.}

## В координатах

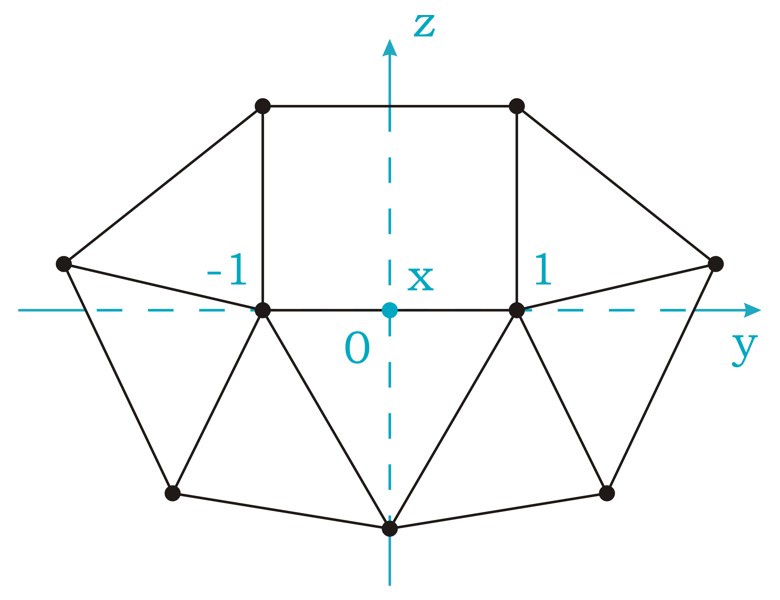
Вид сбоку (проекция на плоскость yOz)

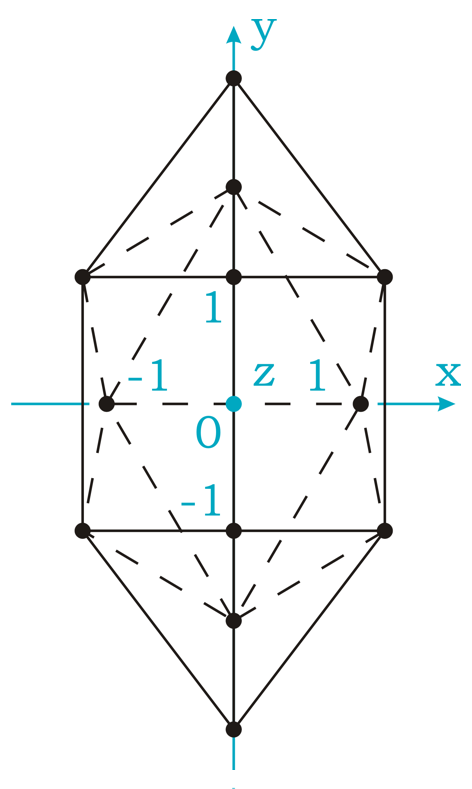
Вид сверху (проекция на плоскость xOy)

Большую клинокорону с длиной ребра {\displaystyle 2} можно расположить в декартовой системе координат так, чтобы её вершины имели координаты
- {\displaystyle \left(0;\;\pm 1;\;2{\sqrt {1-\xi ^{2}}}\right),}
- {\displaystyle \left(\pm 2\xi ;\;\pm 1;\;0\right),}
- {\displaystyle \left(0;\;\pm \left(1+{\frac {\sqrt {3-4\xi ^{2}}}{\sqrt {1-\xi ^{2}}}}\right);\;{\frac {1-2\xi ^{2}}{\sqrt {1-\xi ^{2}}}}\right),}
- {\displaystyle \left(\pm 1;\;0;\;-{\sqrt {2+4\xi -4\xi ^{2}}}\right),}
- {\displaystyle \left(0;\;\pm \left(1+{\frac {{\sqrt {3-4\xi ^{2}}}\left(1-2\xi ^{2}\right)}{\left({\sqrt {1-\xi ^{2}}}\right)^{3}}}\right);\;{\frac {2\xi ^{4}-1}{\left({\sqrt {1-\xi ^{2}}}\right)^{3}}}\right),}

где {\displaystyle \xi \approx 0{,}5946333} — меньший положительный корень уравнения
{\displaystyle 1680x^{16}-4800x^{15}-3712x^{14}+17216x^{13}+1568x^{12}-24576x^{11}+2464x^{10}+17248x^{9}-}
{\displaystyle -3384x^{8}-5584x^{7}+2000x^{6}+240x^{5}-776x^{4}+304x^{3}+200x^{2}-56x-23=0.}
При этом ось симметрии многогранника будет совпадать с осью Oz, а две плоскости симметрии — с плоскостями xOz и yOz.